# SES World Skies
SES World Skies foi uma empresa de curta duração formada como resultado da fusão entre as duas subsidiárias da SES, a SES Americom e a SES New Skies. A SES World Skies foi incorporada em sua empresa-mãe, a SES S.A., em 2011.

## História

### SES Americom
As origens da SES Americom remonta a RCA Americom, formado em 1975. A RCA Americom foi notável por lançar a série de satélites Satcom, que foram fundamentais para ajudar os primeiros canais de TV a cabo nos Estados Unidos a ganhar força. Em 1986, a General Electric adquiriu a RCA e renomeou a unidade Americom para GE Americom. Quinze anos depois, em 2001, a GE vendeu sua unidade GE Americom à SES por cinco bilhões de dólares.

### SES New Skies
Em 30 de novembro de 1998, a Intelsat transferiu cinco dos seus 24 satélites para o controle da New Skies Satellites N.V., uma empresa de iniciativa neerlandesa formada pela Intelsat para ajudar a mover a Intelsat para a privatização. que operou vários satélites fornecendo cobertura global. Um sexto satélite, o NSS-8, era previsto para entrar em serviço comercial no início de 2007, mas foi destruído por uma explosão do veículo lançador, um Zenit-3SL em 30 de janeiro de 2007.
Em junho de 2004, a New Skies Satellites foi vendida para o The Blackstone Group por 956 milhões de dólares. Dezoito meses depois, em dezembro de 2005, a SES Global (atual SES S.A.) concordou em comprar a New Skies da Blackstone por 1,16 bilhão de dólares; essa fusão foi completada em março de 2006. Em setembro de 2006, o nome da empresa foi alterado de New Skies Satellites para SES New Skies.

### Fusões internas
Em 7 de setembro de 2009, a SES New Skies e a SES Americom foram fundidas para formar a SES World Skies.
Em setembro de 2011, a SES World Skies e a SES Astra foram incorporadas a SES S.A. para agilizar suas operações sob um único sistema de gerenciamento.

## Satélites
| Satélite  | Fabricante                                        | Data do lançamento      | Veículo de lançamento | Nota |
| --------- | ------------------------------------------------- | ----------------------- | --------------------- | --- |
| NSS-513   | Ford Aerospace                                    | 17 de maio de 1988      | Ariane 2              | Inativo desde julho de 2003. Anteriormente conhecido por Intelsat VA 13 e Intelsat 513 |
| NSS-K     | RCA Astro                                         | 10 de julho de 1992     | Atlas 2A              | Inativo desde agosto de 2002. Inicialmente o mesmo era para ter sido lançado sob o nome Satcom K4, mas o lançamento do satélite foi cancelado. O mesmo foi lançado posteriormente pela Intelsat com o nome de Intelsat K. O satélite foi vendido para a New Skies e renomeado para NSS-K.                                                                                                 |
| Satcom C3 | GE AstroSpace                                     | 10 de setembro de 1992  | Ariane 4LP            | Inativo desde outubro de 2010 |
| NSS-703   | Space Systems/Loral                               | 6 de outubro de 1994    | Atlas 2AS             | Anteriormente conhecido por Intelsat 513 |
| AMC-1     | Lockheed Martin                                   | 8 de setembro de 1996   | Atlas 2A              | Anteriormente conhecido por GE-1 |
| AMC-2     | Lockheed Martin                                   | 31 de janeiro de 1997   | Ariane 44L            | Anteriormente conhecido por GE-2 |
| AMC-3     | Lockheed Martin                                   | 4 de setembro de 1997   | Atlas 2AS             | Anteriormente conhecido por GE-3 |
| NSS-5     | Lockheed Martin                                   | 23 de setembro de 1997  | Ariane 42L            | Anteriormente conhecido por Intelsat 803 e NSS-803 |
| NSS-806   | Lockheed Martin                                   | 28 de fevereiro de 1998 | Atlas 2AS             | Anteriormente conhecido por Intelsat 806 |
| AMC-5     | Dornier Satellitensysteme Aerospatiale            | 28 de outubro de 1998   | Ariane 44L            | Anteriormente conhecido por GE-5 |
| AMC-4     | Lockheed Martin                                   | 13 de novembro de 1999  | Ariane 44L            | Anteriormente conhecido por GE-4 |
| AMC-7     | Lockheed Martin                                   | 14 de setembro de 2000  | Ariane 5G             | Anteriormente conhecido por GE-7 |
| NSS-11    | Lockheed Martin                                   | 1 de outubro de 2000    | Proton-K/Blok-DM-3    | Também conhecido por GE-1A, AAP-1 e Worldsat 1 |
| AMC-6     | Lockheed Martin                                   | 21 de outubro de 2000   | Proton-K/Blok-DM-3    | Também conhecido por GE-6 e Rainbow 2 |
| AMC-8     | Lockheed Martin                                   | 19 de dezembro de 2000  | Ariane 5G             | Também conhecido por GE-8 e Aurora 3 |
| NSS-7     | Lockheed Martin                                   | 16 de abril de 2002     | Ariane 44L            | |
| NSS-6     | Lockheed Martin                                   | 17 de dezembro de 2002  | Ariane 44L            | |
| AMC-9     | Alcatel Space                                     | 6 de junho de 2003      | Proton-K/Briz-M       | Anteriormente conhecido por GE-12 |
| AMC-10    | Lockheed Martin                                   | 5 de fevereiro de 2004  | Atlas 2AS             | Anteriormente conhecido por GE-10 |
| AMC-11    | Lockheed Martin                                   | 19 de maio de 2004      | Atlas 2AS             | Anteriormente conhecido por GE-11 |
| AMC-15    | Lockheed Martin                                   | 14 de outubro de 2004   | Proton-M/Briz-M       | |
| AMC-16    | Lockheed Martin                                   | 17 de dezembro de 2004  | Atlas-5               | |
| NSS-10    | Alcatel Space                                     | 3 de fevereiro de 2005  | Proton-M/Briz-M       | Anteriormente denominado de Worldsat 2, GE-1i e AMC-12. Também conhecido por Astra 4A e Star One C12 |
| AMC-18    | Lockheed Martin                                   | 8 de dezembro de 2006   | Ariane 5 ECA          | Anteriormente conhecido por GE-18 |
| NSS-8     | Boeing                                            | 30 de janeiro de 2007   | Zenit-3SL             | O satélite foi perdido em uma falha no lançamento, quando o veículo lançador Zenit-3SL explodiu na decolagem. |
| AMC-14    | Lockheed Martin                                   | 14 de março de 2008     | Proton-M/Briz-M       | Anteriormente conhecido por GE-14. Falhou parcialmente; Após uma falha do veículo lançador, o satélite foi colocado em uma órbita intermediária e só conseguiu alcançar a órbita geoestacionária no final de janeiro de 2009. O satélite foi adquirido pelo Departamento de Defesa dos Estados Unidos e está ativo em uma órbita altamente inclinada e é operado com a designação USAT-S1 |
| AMC-21    | Alcatel Alenia Space Orbital Sciences Corporation | 14 de agosto de 2008    | Ariane 5 ECA          | |
| NSS-9     | Orbital Sciences Corporation                      | 12 de fevereiro de 2009 | Ariane 5 ECA          | |
| NSS-12    | Space Systems/Loral                               | 29 de outubro de 2009   | Ariane 5 ECA          | |
| SES-1     | Orbital Sciences Corporation                      | 24 de abril de 2010     | Proton-M/Briz-M       | Anteriormente conhecido por AMC-4R, AMC-1R e AMC-5RR |
| SES-3     | Orbital Sciences Corporation                      | 15 de julho de 2011     | Proton-M/Briz-M       | Ex-AMC ground spare |